# Weiß
Weiß ist die hellste aller Farben. Es ist, wie Schwarz und Grau, eine unbunte Farbe. Weiß ist keine Spektralfarbe, sondern entsteht durch ein Gemisch aus Einzelfarben, das den gleichen Farbeindruck hervorruft wie Sonnenlicht.

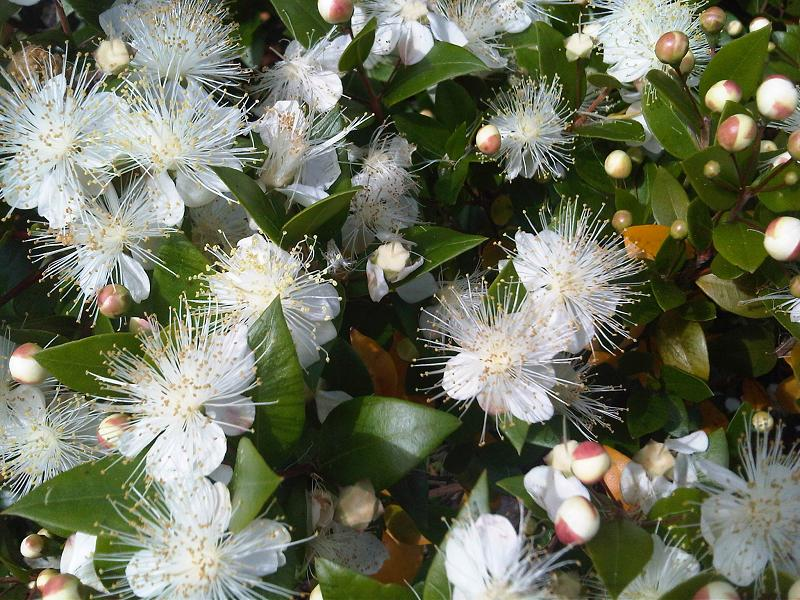
Myrtenblüten (Myrtus communis)

## Etymologie
Das gemeingermanische Adjektiv mittelhochdeutsch wiȥ, althochdeutsch (h)wīȥ gehört (wie Weizen) zu der indogermanischen Wurzel ku̯ei- „leuchten, glänzen; hell“.

## Weißes Licht

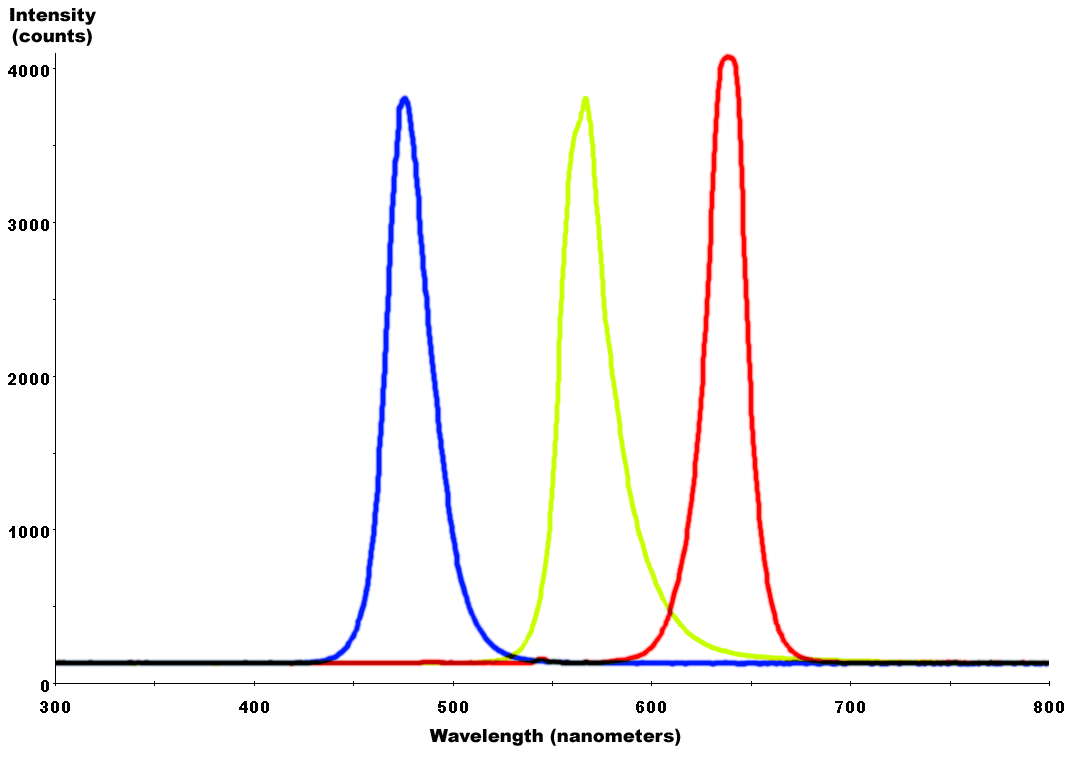
Weiß entsteht auch durch drei geeignete LED mit visuell gleicher Intensität.

Für den Menschen entsteht der Farbeindruck Weiß immer, wenn ein Material das Licht so reflektiert oder emittiert, dass alle drei Zapfen in der Netzhaut des Auges in gleicher Weise und mit ausreichend hoher Intensität gereizt werden. Entsprechendes gilt für die Lichtfarbe von Selbststrahlern. Der Farbreiz für das Wahrnehmen von Weiß besteht darin, dass alle drei Farbvalenzen gleich sind. Entsprechend der Natur der Lichtwahrnehmung kann dies auf unterschiedlichen (geeigneten) Spektren beruhen, wegen der notwendigen Gleichheit der Farbvalenzen bezeichnet man diese Farbe auch als „unbunt“.
In der Natur, speziell bei der Sonnenstrahlung (Planckscher Strahler), liegen aufgrund der Entstehung der Strahlung eine Überlagerung von Wellenlängen vor. Die Sichtbarkeit von Licht wird durch die Empfindung des Auges von Mensch oder Tier bestimmt. Benachbarte Teile des elektromagnetischen Spektrums sind Infrarot und Ultraviolett, die aber nicht mit den visuellen Sensoren in Interaktion treten. Der individuelle Eindruck für Weiß ist in einer bestimmten Breite der Strahlungsintensität gegeben. Sinkt die Intensität der (dennoch gleichmäßigen) Farbvalenz, so entsteht der Eindruck Neutralgrau, der ebenfalls unbunt ist und entsprechend der Definition eine größere Breite an „Absoluthelligkeit“ umfasst.

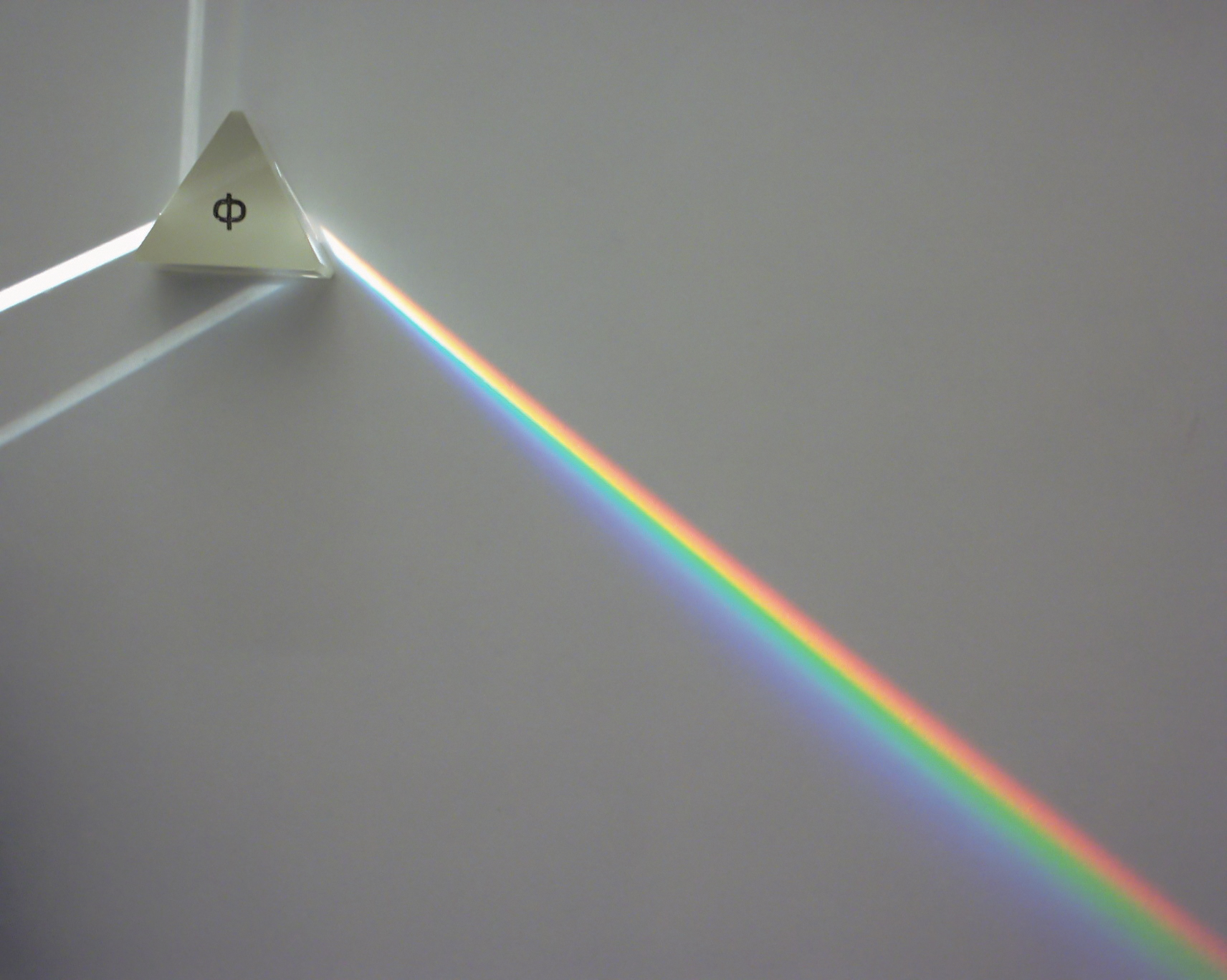
Mit einem Prisma kann weißes Licht in sein Spektrum zerlegt werden

Wenn ein solches weißes Licht gebrochen wird, werden die Wellenlängen aufgrund der Dispersion unterschiedlich stark abgelenkt und in das (bekannte) Bild des kontinuierlichen Spektrums zerlegt. Für den Menschen werden so die Spektralfarben violett, blau, grün, gelb, orange und rot sichtbar. Diese Farbnamen stehen dabei jeweils für Bereiche. Andere Anteile wie das Ultraviolett und Infrarot, die im „weißen“ Sonnenlicht ebenfalls enthalten sind, werden nicht wahrgenommen, da unsere Rezeptoren dafür nicht empfindlich sind oder die Wellenlängen zum Schutz bereits von der Hornhaut abgefangen werden.

## Farbenlehre
Bei Fernsehgeräten und Computermonitoren entsteht die Farbe Weiß durch eine additive Mischung gleicher Intensitäten der Farben Rot, Grün und Blau. Demgemäß hat Weiß im RGB-Farbraum den Wert RGB = (255, 255, 255) bei 8-bit-dezimal-Darstellung oder RGB = (FF FF FF) bei hexadezimaler Darstellung. Für den Monitor gilt entsprechend RGB = (Imax, Imax, Imax) wenn Imax die volle Intensität des Elektronenstrahles im Gerät bezeichnet.
Im Lab-Farbraum gilt für Weiß entsprechend: {L*,a*,b*} = {100, 0, 0}, wobei allerdings etwa ein (leeres) Papier oder weiße Textilien schon bei L* > 80 als Weiß akzeptiert werden. Die Besonderheit des Weißen führte zur Definition verschiedener Maße, die als Weißgrad eingeführt sind. Weicht der Farbton von a* = b* = 0 ab, so entsteht ein Farbstich, der bei einigen Weißgradformeln im Maß beachtet wird.
Zur Festlegung objektiver Zahlen für den Weißegrad für die Industrie wurden sogenannte Leukometer (von altgriechisch λευκός leukós, deutsch ‚weiß‘) entwickelt, die 1957 auch in die Richtlinien für die Arbeiten am DAB 7 vorgesehen waren.
Durch geringste Beimischung von Farben wie Ocker, Gelb oder Grün erhält man Nuancen wie cremeweiß, milchweiß, elfenbeinfarben oder champagnerfarben. Solche Töne kommen in der Natur vor, spielen aber auch in der Kunst und in der Modewelt eine nicht unwichtige Rolle, z. B. bei Hochzeitskleidern. Weiß ohne jeglichen Farbstich kann als Reinweiß oder Schneeweiß bezeichnet werden.

## Weißpigmente
Das wohl wichtigste weiße Farbpigment war früher Bleiweiß (Bleihydroxidkarbonat), das in der Malerei unleugbare Vorzüge besitzt. Obwohl man schon in der Antike wusste, dass es hochgiftig ist, wurde es auch als Schminke verwendet, da das weibliche Schönheitsideal früher in einer hellen, ungebräunten, makellos „weißen“ Haut bestand. Bleiweiß ist seit langem nicht mehr zulässig. Seit Mitte des 19. Jahrhunderts wird das etwas weniger giftige Zinkweiß verwendet. Heute wird vor allem das ungiftige Titanweiß verarbeitet. Ein weiteres Weißpigment ist Barytweiß.

## Weiß in der Natur

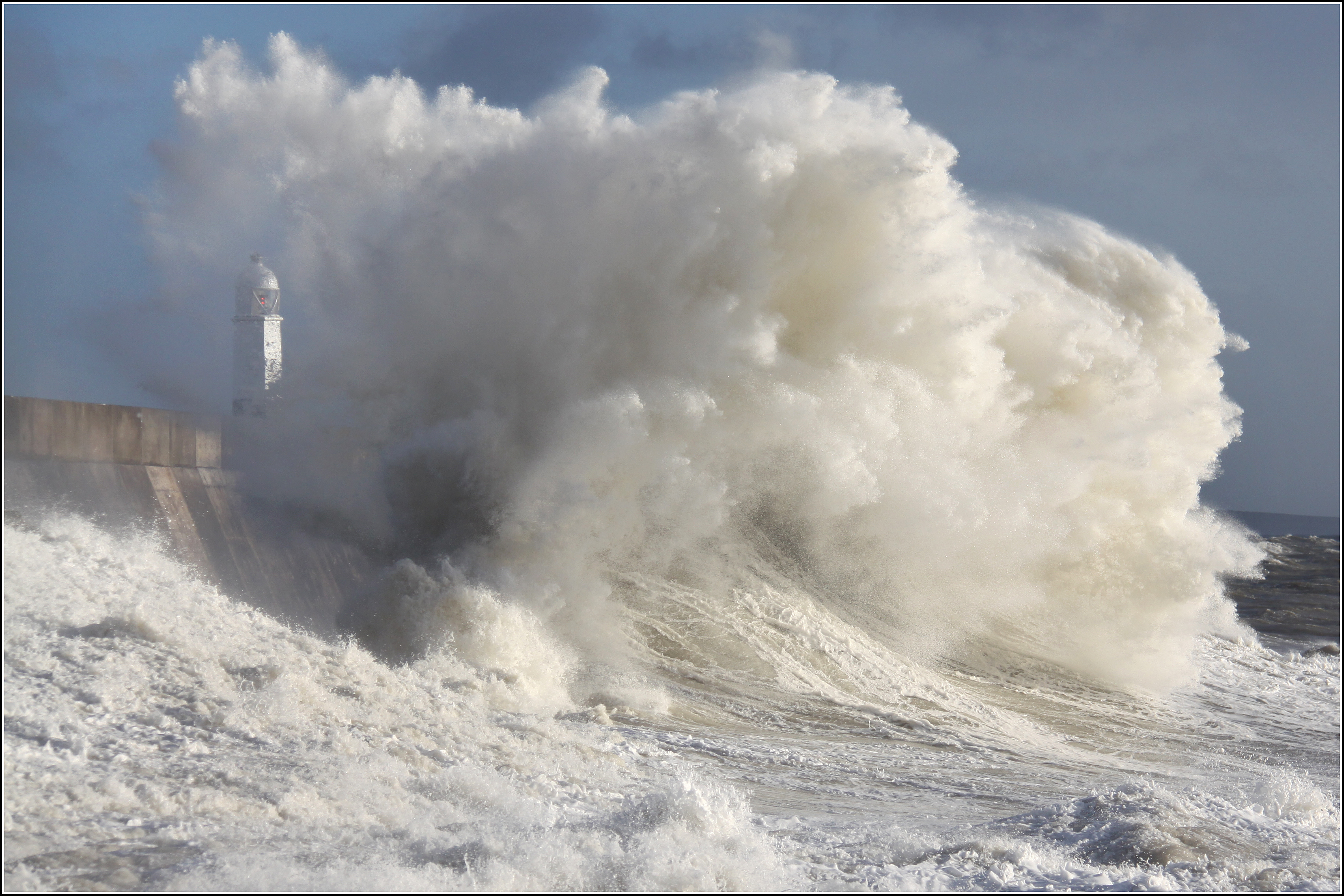
Schaum und Gischt einer brandenden Meereswelle

In der Natur ist Weiß nicht nur die Farbe von Schnee, Wolken oder der Gischt des Meeres, sondern kommt auch häufig in der Pflanzenwelt vor. Einige typische weiße Blüten fallen durch einen starken Duft auf, der teilweise in der Parfümindustrie verwendet wird, darunter Jasmin, Orangenblüten, weiße Lilien, Maiglöckchen und weißer Flieder. Auch Rosen gibt es seit alters her in weißen Sorten, unter anderem einige Sorten der historischen Rosa alba. Weiß blühen auch viele Obstbäume wie Äpfel, Birnen, Kirschen oder Pfirsiche.
Weißes Haar gehört zum natürlichen Alterungsprozess des Menschen, Albinos haben von Natur aus weißes Haar und weiße Haut. Albinismus kommt auch im Tierreich vor, etwa bei Kaninchen, Mäusen oder Katzen. Weiße Tiere üben offenbar eine besondere, manchmal geradezu mystische Faszination auf Menschen aus, besonders wenn es sich um seltene Exemplare einer Spezies handelt. Im antiken Kreta galten weiße Mäuse als Glücksbringer und als heilig. In Ostasien werden weiße Tiger – eine seltene Variante des Königstigers – und die legendären „weißen Elefanten“ verehrt. Beide sind Halbalbinos, aber weiße Elefanten sind in Wahrheit nicht weiß, sondern weisen an ihrer Haut unpigmentierte rosa Flecken auf. Sie wurden vor allem in Thailand und Burma als heilig verehrt. Gefleckt und keineswegs völlig weiß ist auch der Chinesische Weiße Delphin.
Die Faszination eines weißen Tieres wirkt auch in Melvilles oft verfilmtem Roman Moby Dick, dessen Handlung sich um einen weißen Wal dreht. Ein weiterer Filmtitel ist Der Weiße Hai.
Zu den bekanntesten weißen Säugetieren zählen bestimmte Arten von Schafen und Ziegen sowie Eisbären, deren Fell eher ein Creme-Ton ist. Einige Tiere tragen nur zeitweise Weiß: Bei Robben nur die Babys, und bei Schneehase oder Weißfuchs dient es nur im Winter als Tarnfarbe.
Auch im Vogelreich ist die Farbe häufig, am bekanntesten sind Schwäne, Gänse, Möwen, Pelikane, Albatrosse, Störche, weiße Tauben und Enten.
Weiße Schmetterlinge sind der kleine oder große Kohlweißling und der Schwan.

## Galerie (Blüten)

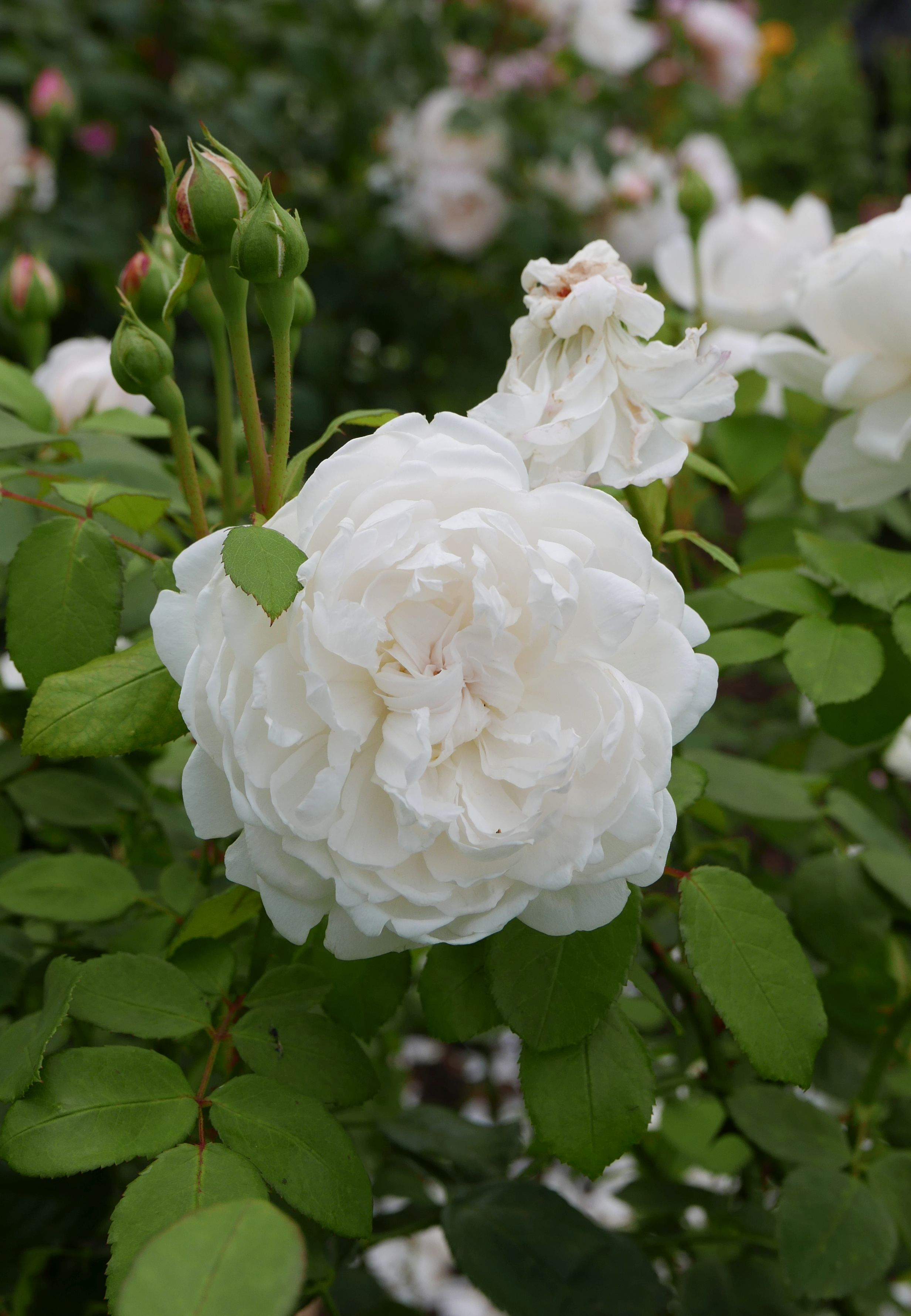
Rose 'Glamis Castle'
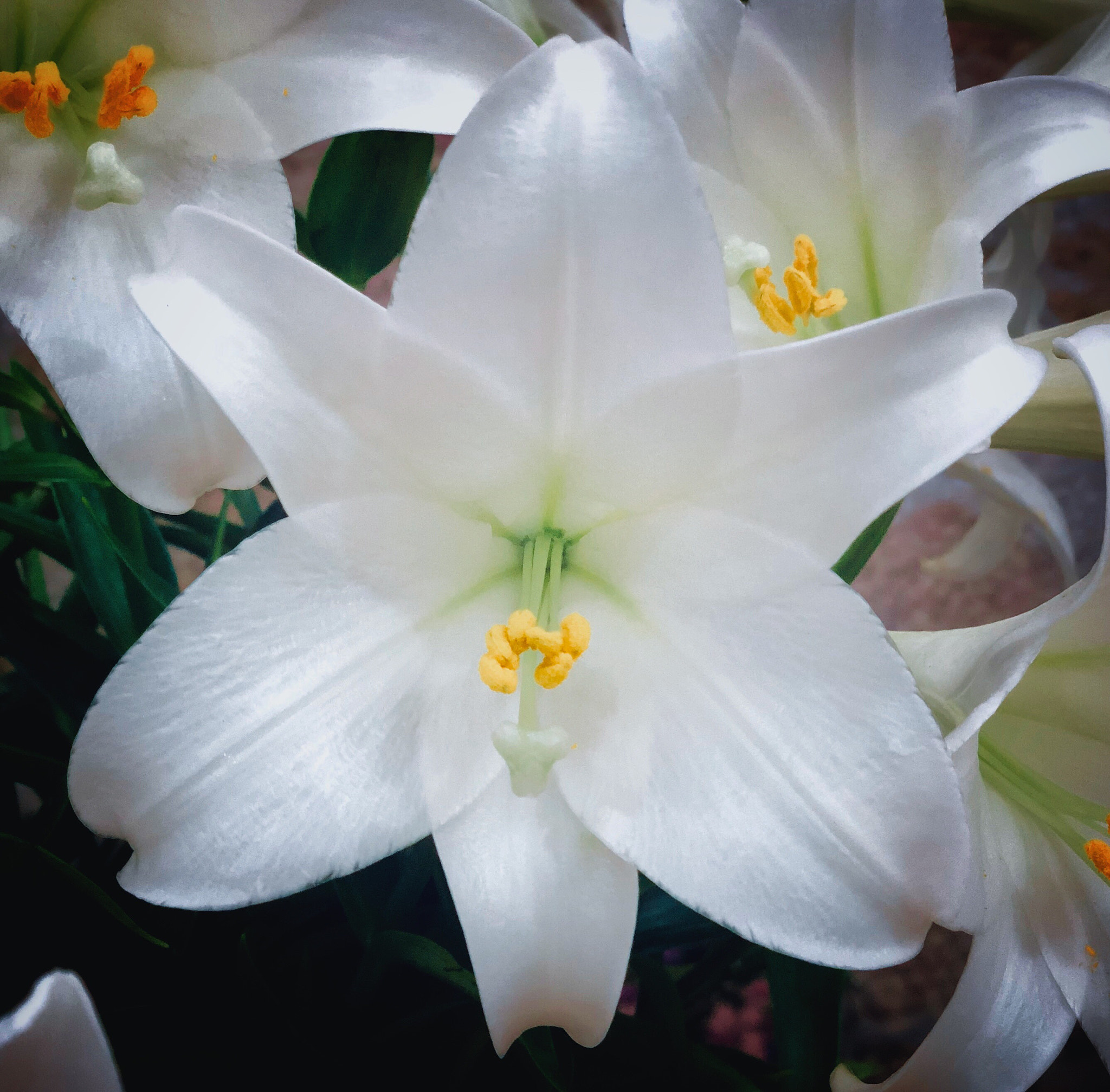
Lilie (lilium candidum)
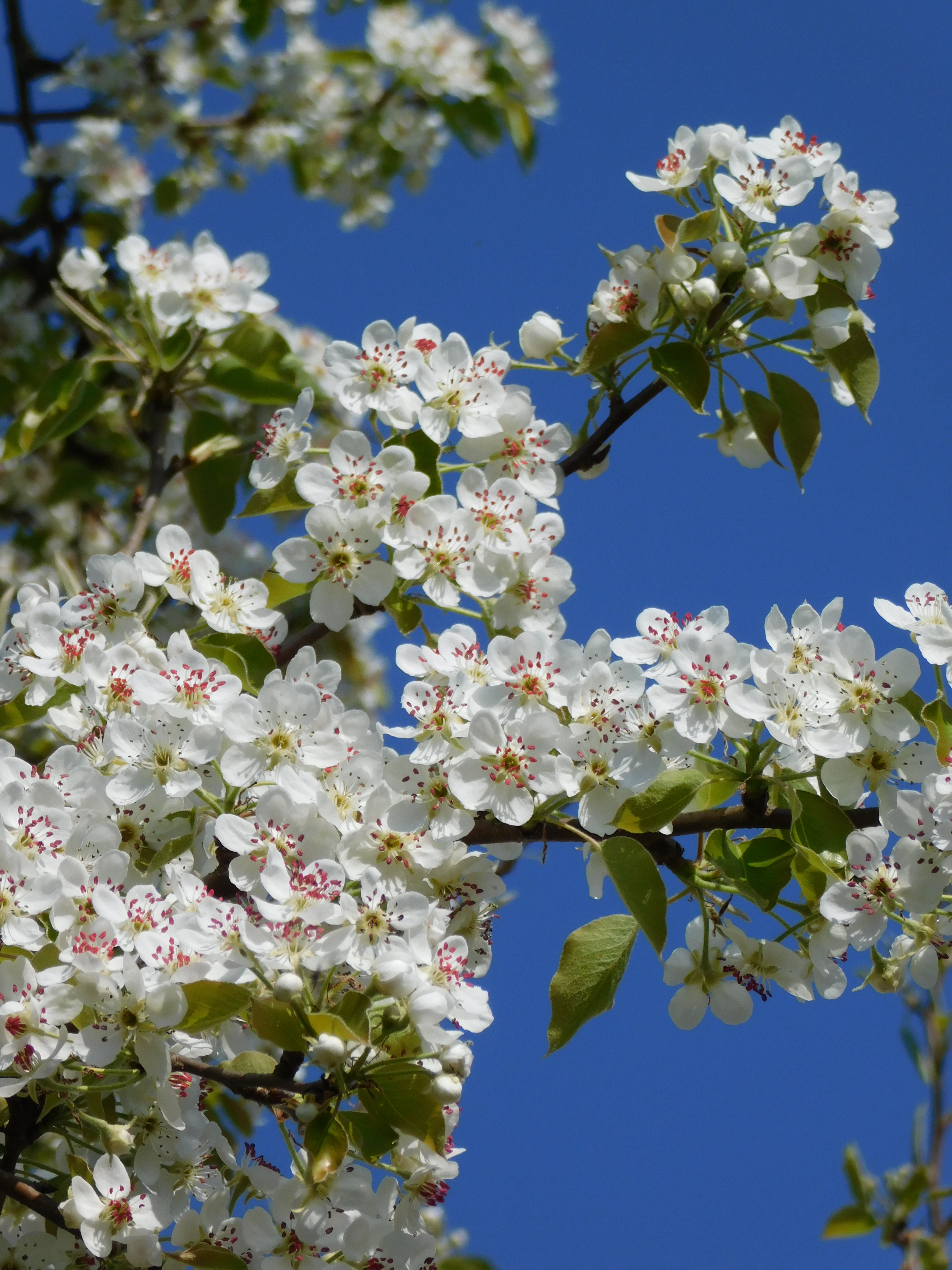
Birnenblüten
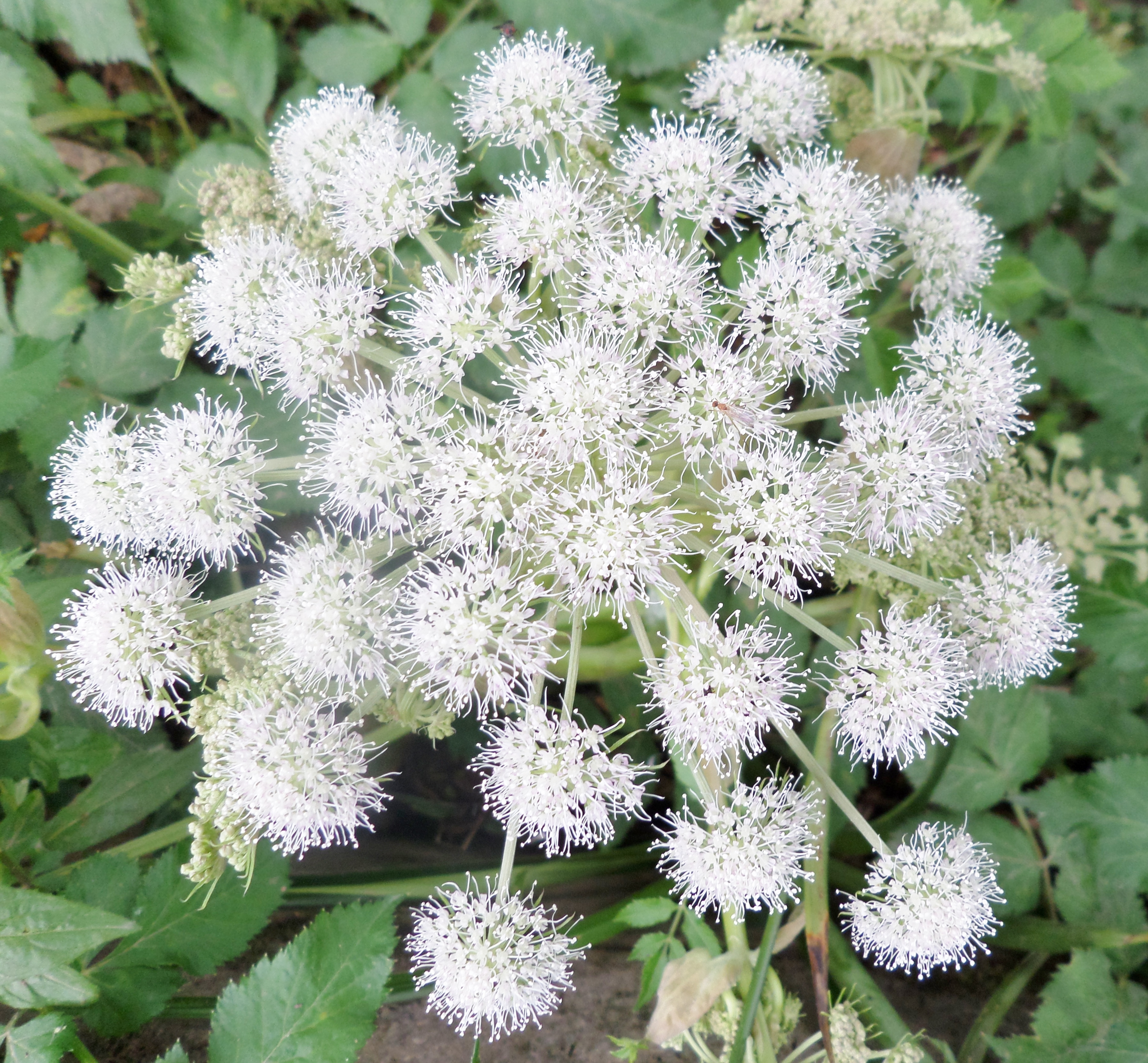
Engelwurz (Angelica sylvestris)
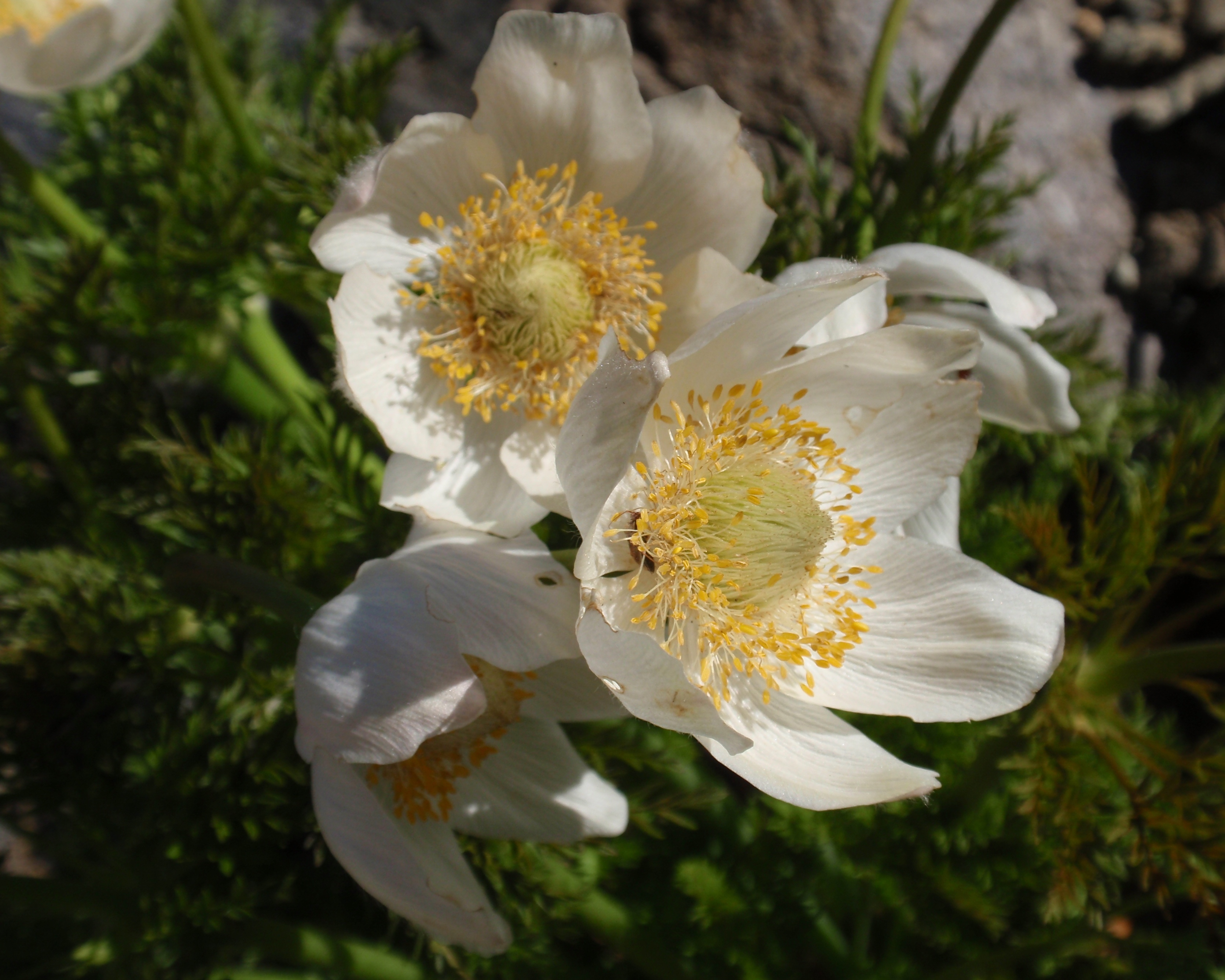
Windröschen (Pulsatilla occidentalis)
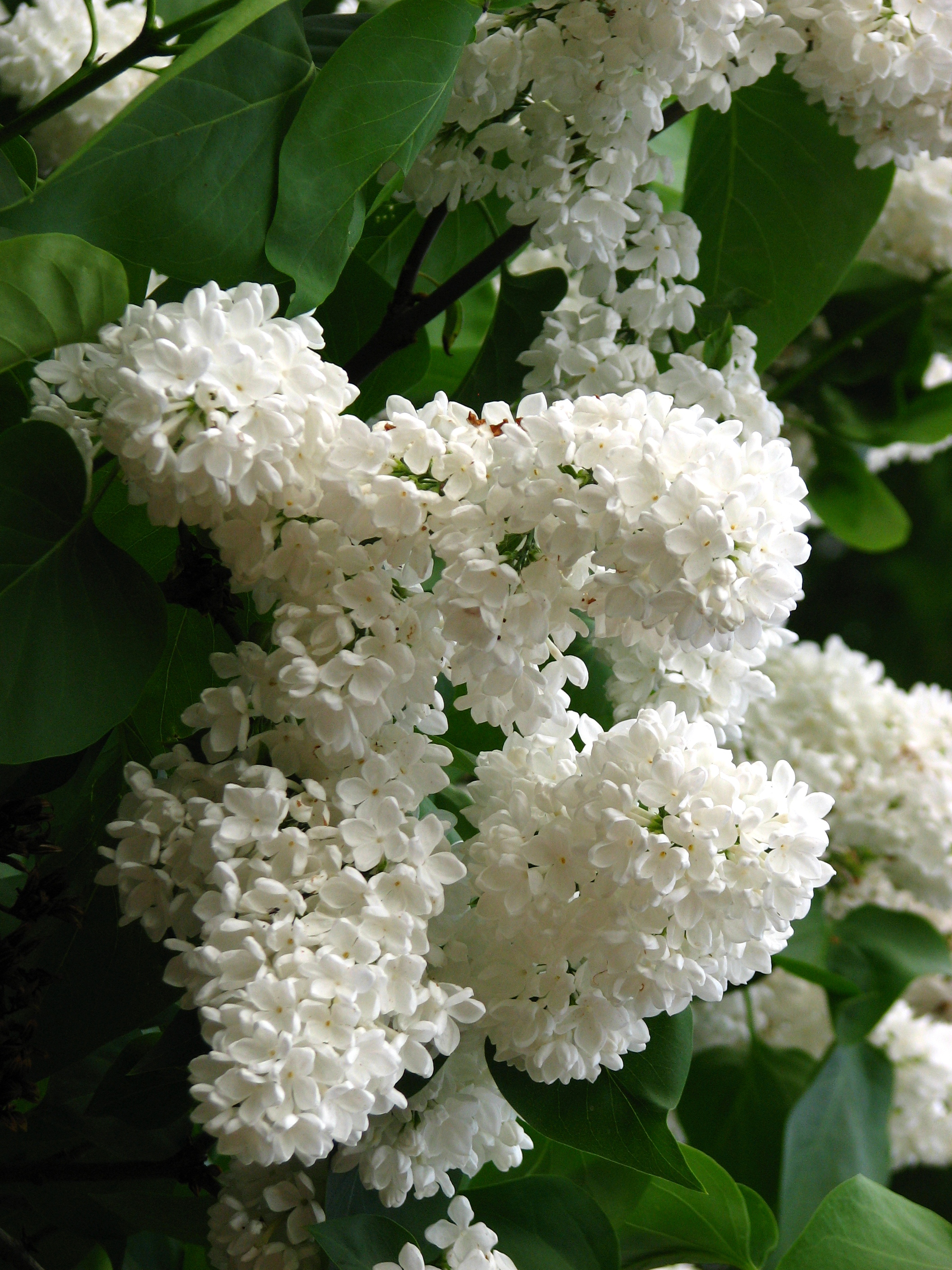
Weißer Flieder ('Vestale')
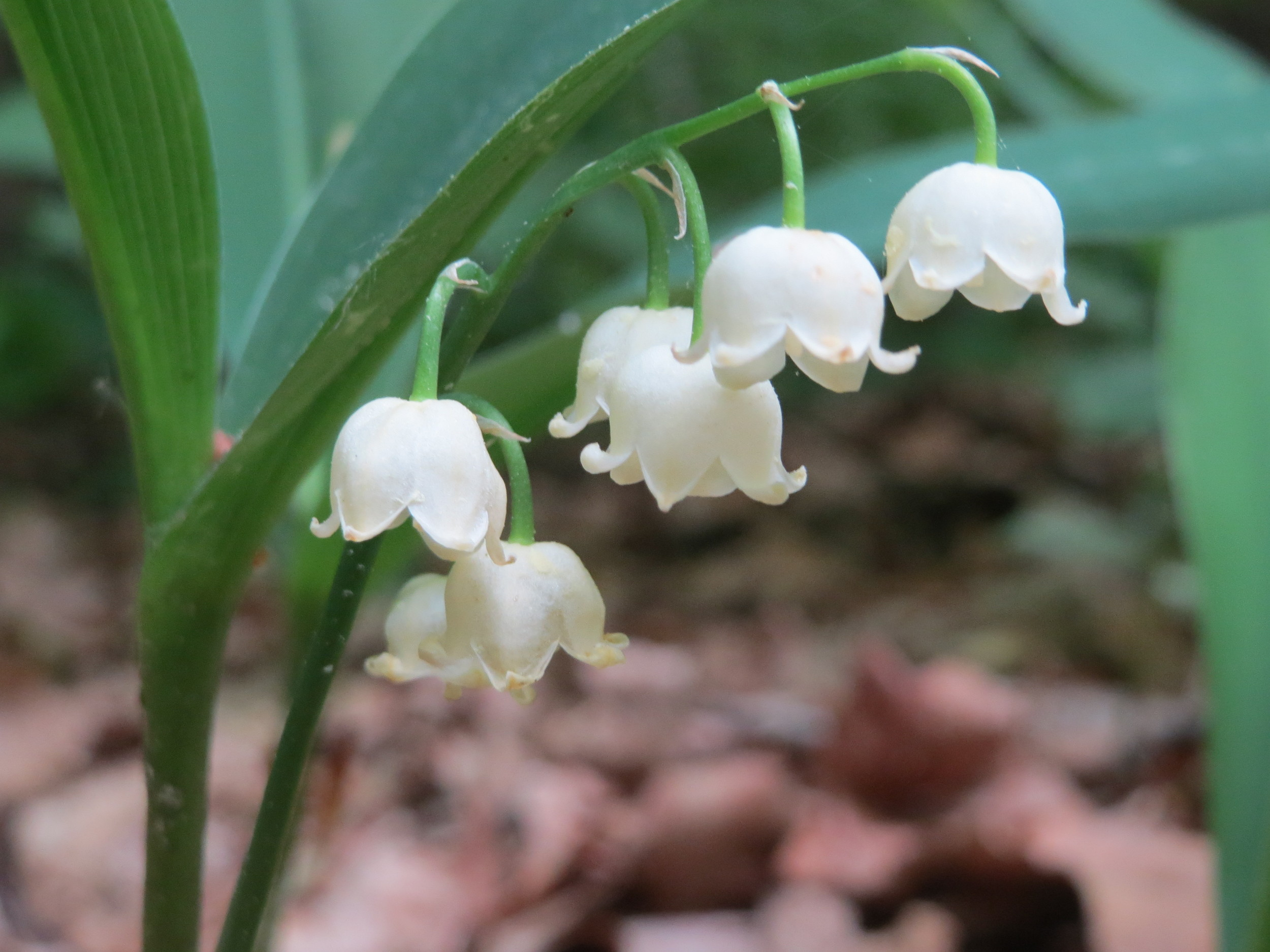
Maiglöckchen (Convallaria majalis)
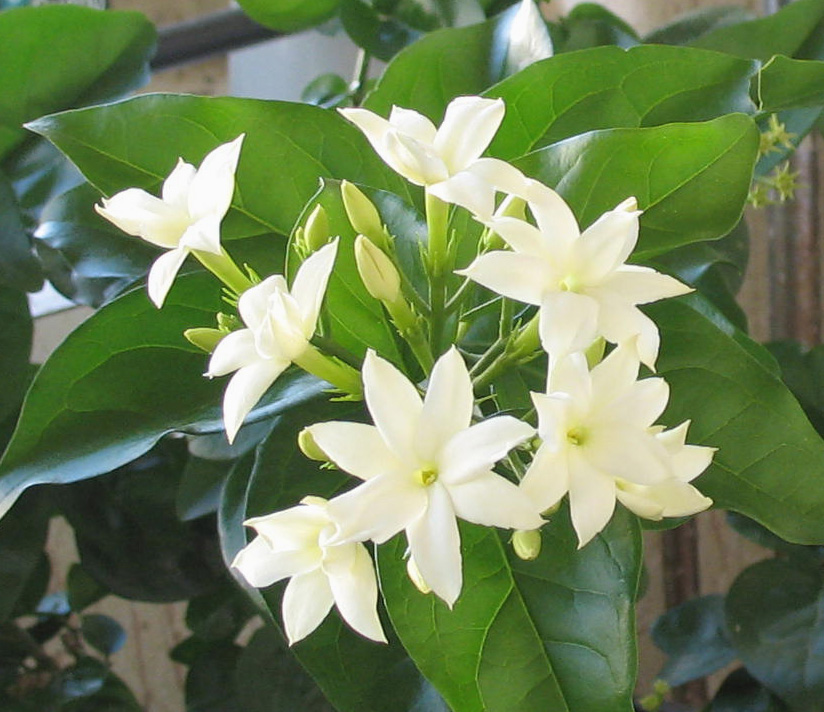
Jasminblüten (Jasminum sambac)

## Symbolik

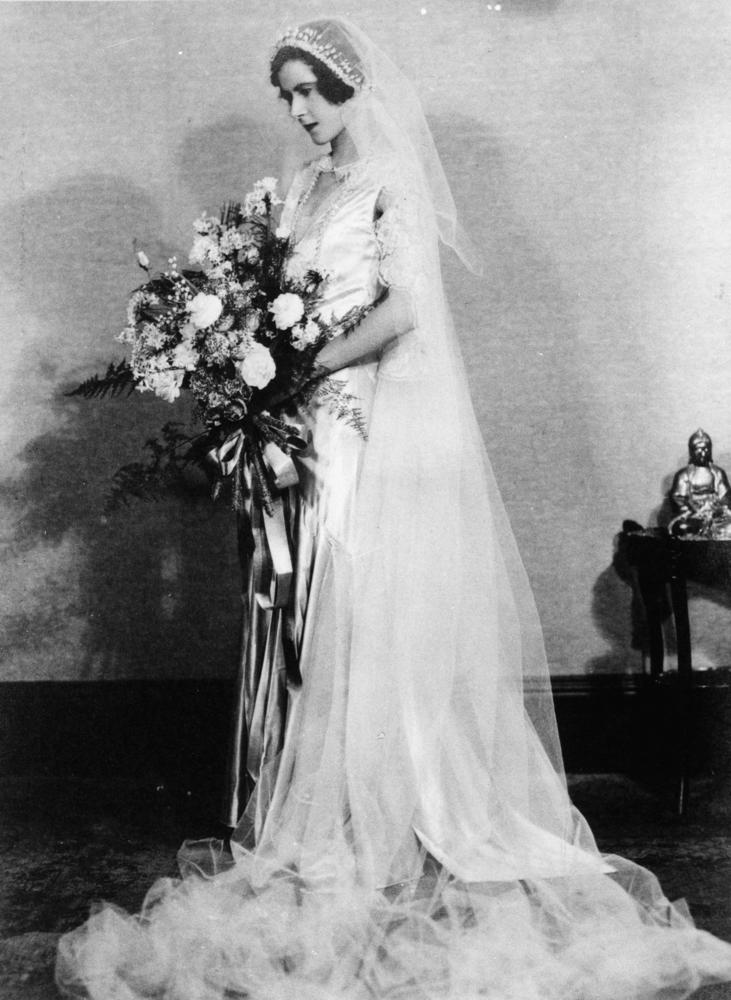
Eine Braut in Weiß, 1931

- Weiß wird im westlichen Kulturkreis in der Regel mit Begriffen wie Freude assoziiert.
- Es steht auch für Unschuld, Reinheit und Jungfräulichkeit. Da früher größter Wert darauf gelegt wurde, dass junge Frauen unberührt in die Ehe gingen, trägt die Braut im westlichen Kulturkreis traditionell bei der Hochzeit Weiß.[5] Auch die Jungfrau Maria wird gelegentlich in weißem Gewand (mit blauem Mantel) gemalt, besonders bei Darstellungen der Unbefleckten Empfängnis.
- Im Judentum und als liturgische Farbe im Christentum bedeutet die Farbe Heiligkeit. Der heilige Geist wird traditionell oft als weiße Taube dargestellt.
- Als heilig galt auch das weiße Einhorn, ein mystisches Fabeltier, das im Mittelalter symbolisch mit Christus gleichgesetzt wurde.
- Die Farbe Weiß steht auch für Unsterblichkeit und Unendlichkeit.
- Sie gilt auch als royale Farbe. So war die Standarte des französischen Königs ein (schlichtes) weißes Banner.

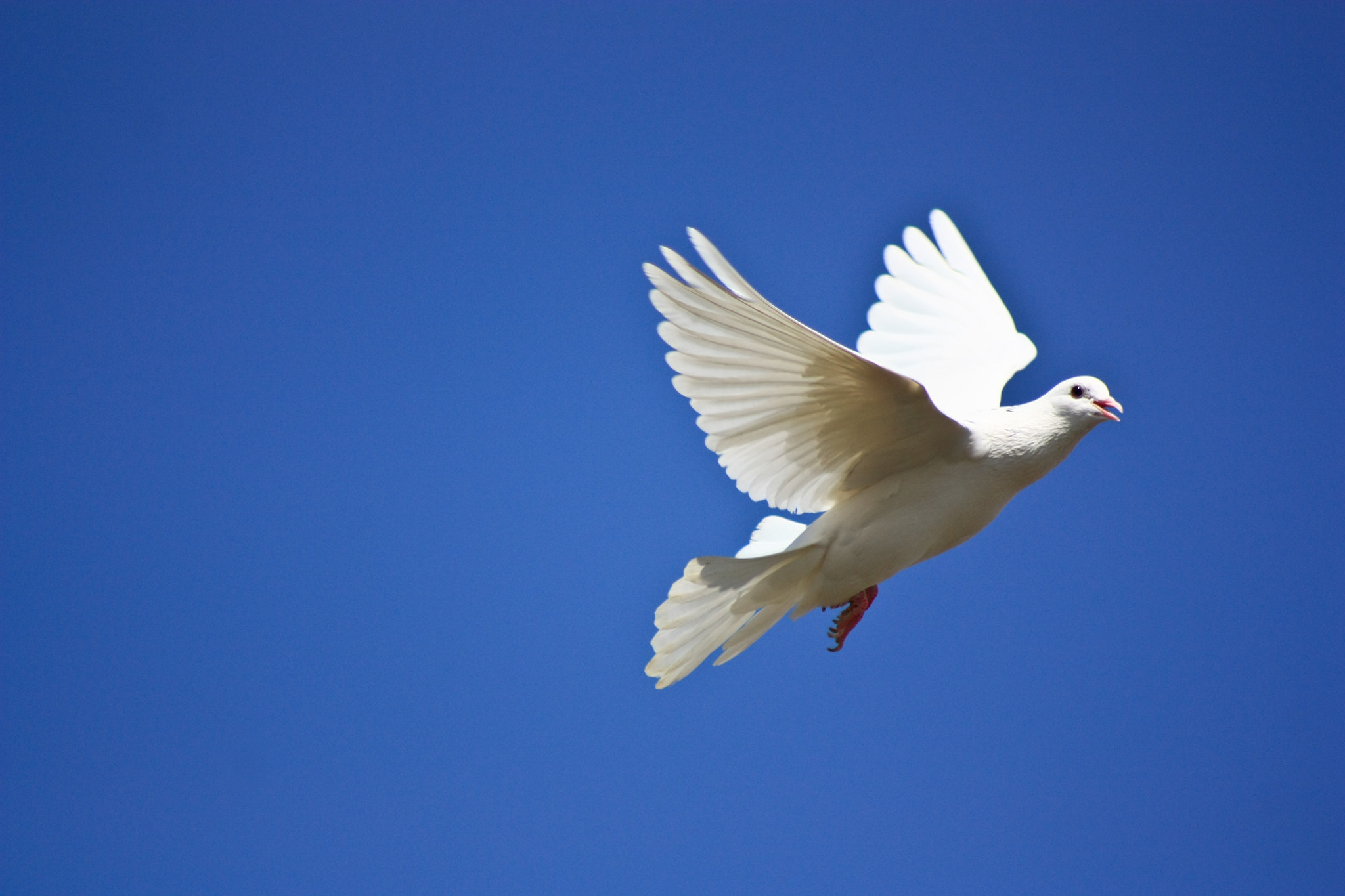
Weiße Taube

- Die Farbe steht auch für Frieden. Daher bedeutet eine weiße Flagge: sofortiger Stopp der Schlacht, Kapitulation, Waffenstillstand oder Frieden.
- Buddhisten tragen Weiß als Zeichen der Trauer – im Gegensatz zum westlichen Kulturkreis, wo Schwarz für Trauer eingesetzt ist.
- Im deutschen Sprachraum ist Weiß in der sorbischen Überlieferung die Farbe der Trauer.
- In China ist die Farbe Symbol für Alter, Herbst, Westen und Hinterlist (vergleiche hierfür Fünf-Elemente-Lehre) und wird in gebrochenem, cremefarbigen Ton für Trauer verwendet.
- In Afrika hat die Farbe Weiß eine herausragende Symbolik. Sie steht vielerorts für Tod; als Körperbemalung dient sie dazu, mit jenseitigen Geistern in Kontakt zu treten. In kosmogonischen Geschichten gelten Termiten, auch „Weiße Ameisen“ genannt, als Inkarnation der Toten. Termitenhügel stehen daher mit der Unterwelt in Verbindung.
- In der Politik: Konterrevolution, Antikommunismus (z. B. Weiße Bewegung)
- Wertfreiheit
- Stille
- Leere, z. B. weiß wählen = einen leeren Stimmzettel abgeben; Blankoscheck, blanco (vgl. ital. bianco = weiß)

Vergleiche weiters:
- Weißes Rauschen der Tontechnik
- White Out – Helligkeit ohne Sicht, etwa beim Flug durch eine Wolke
- Weißmacher, Fluoreszenzfarbstoff, der aus unsichtbaren Ultraviolett-Anteilen des Lichts in Tageslicht oder dem Licht einer Schwarzlichtlampe zusätzliches Licht also Helligkeit erzeugt. Der alte Slogan der Waschmittelwerbung „weißer als weiß“ kann auf Weißwäsche und ihre Helligkeit bezogen zutreffen.

### Heraldik
In der Heraldik kann bei Wappenmalereien die Tinktur Silber, das als Metall bezeichnet wird, durch „Weiß“ ersetzt werden.

### Kampfkunst

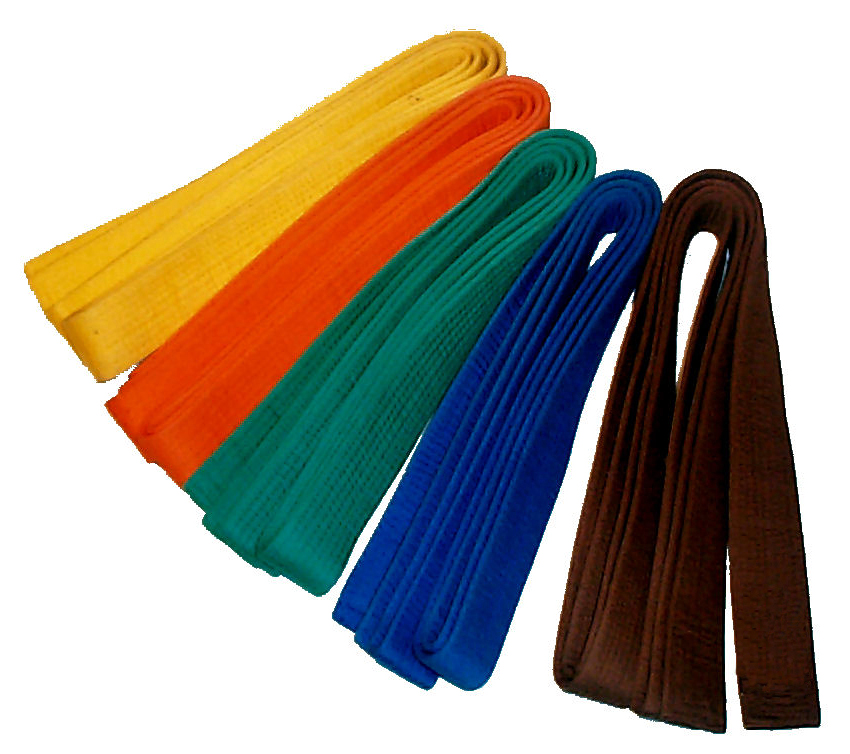
Budō-Gürtel (jap. Obi) in den Farben der fünf Schülergrade (jap. Gokyū)

In vielen Kampfkünsten – wie Jiu Jitsu, Judo und Karate – wird ein Gürtel (jap. Obi) als Teil der Kampfsportkleidung (jap. Keikogi) getragen. Der weiße Gürtel ist der niedrigste Schülergrad (jap. Kyū-Grad), den jeder Anfänger direkt bekommt. Die weiße Farbe repräsentiert den „reinen und unbefleckten“ Kenntnisstand des Budōka. Der klassische Ursprung für die weiße Farbe der Anzüge (und somit der Gürtel) ist in der Samurai-Tradition begründet. Weiß steht in Japan für Männlichkeit und Tod, weshalb diese Farbe oft von Samurai unter ihrer Rüstung getragen wurde. So wurde ihre Bereitschaft, bis zum Äußersten zu gehen, dargestellt.

## Geographie
Die Bezeichnung weiß wird auch zur Unterscheidung von Völkergruppen und geographischen Objekten verwendet. Dieser Farbnamenzusatz, wie bei Weißrussen, Weißkroaten, Weiße Serben, Weiße Bulgaren, Weiße Hunnen, Weiße Hammel, auch Weiße Elster, Weißkollm, diente in individueller Bedeutung zur Unterscheidung von Schwarzrussen, Schwarzkroaten, Blauen Hunnen, Schwarzer Elster, Schwarzkollm.